# Michael Frères
Michaël Frères (Lommersweiler, 24 april 1890 - 14 augustus 1975) was een Belgisch volksvertegenwoordiger.

## Levensloop
Frères was spoorwegbeambte. Hij werd politiek actief in de gemeenteraad van Sankt Vith: gemeenteraadslid in 1926 en burgemeester van 1933 tot 1952.
In 1939 werd hij verkozen tot PSC-volksvertegenwoordiger voor het arrondissement Verviers, een mandaat dat hij vervulde tot in 1946.